# 谢维日公国
謝維日公国（拉丁語：Ducatus Severiensis；波蘭語：Księstwo Siewierskie）是一个首都位于謝維日的前西里西亚公国，建立在1341年波兰分裂的时候。这是很多西里西亚的公国中的一个公国，而且直到1443年受到皮雅斯特王朝和波西米亚王冠领地的统治。除了尼萨公国，该国是该地区唯一的采邑主教區（天主教主教兼任領主）。
自1443年被兹比格涅夫·奥列施尼茨基用6000个四便士银币购买后，该国变为了克拉科夫主教的财产。在很多方面上，这个小公国几乎是一个国中之国：有自己的法律，财政和军队。仅仅在1790年大议会将公国纳入波兰立陶宛联邦。在1795年第三次瓜分波兰时，公国因为属于西里西亚，所以它和邻近地区被普鲁士吞并，纳入了新行省新西里西亚（德語：Neuschlesien）。在1800年，主教所在地离开了公国。在1807年，拿破仑重新建立该国，并作为礼物送给了他的朋友让·拉纳，在维也纳会议后，该国并入了俄罗斯帝国统治的波兰议会王国。在1918年，謝維日属于波兰第二共和国，在1939年到1945年间属于纳粹德国。在1951年亚当·斯特凡·撒奋哈死前克拉科夫主教继续使用头衔謝維日亲王的头衔。